# Kayalpattinam
Kayalpattinam là một thị xã panchayat của quận Toothukudi thuộc bang Tamil Nadu, Ấn Độ.

## Địa lý
Kayalpattinam có vị trí 8°34′B 78°07′Đ / 8,57°B 78,12°Đ Nó có độ cao trung bình là 6 mét (19 feet).

## Nhân khẩu
Theo điều tra dân số năm 2001 của Ấn Độ, Kayalpattinam có dân số 32.672 người. Phái nam chiếm 46% tổng số dân và phái nữ chiếm 54%. Kayalpattinam có tỷ lệ 79% biết đọc biết viết, cao hơn tỷ lệ trung bình toàn quốc là 59,5%: tỷ lệ cho phái nam là 80%, và tỷ lệ cho phái nữ là 78%. Tại Kayalpattinam, 13% dân số nhỏ hơn 6 tuổi.